# パチスロ哲也〜雀聖と呼ばれた男〜
『パチスロ哲也〜雀聖と呼ばれた男〜（ぱちすろてつや〜じゃんせいとよばれたおとこ）』は、2007年にアリストクラートテクノロジーズから発売されたパチスロ5号機。同名の漫画『哲也-雀聖と呼ばれた男』とのタイアップ機。2種類のボーナスとそれに続く天運チャンスと玄人（ばいにん）タイムがセットになったARTがゲーム性の核となっている。

## 通常時
ラインは中央ラインを除いた4ライン（これによって7絵柄＝ボーナス絵柄とチェリーが近接するリール配列が可能となっている）。
ボーナスの抽選はほとんどが小役との重複抽選によって行われる。リプレイ＜スイカ＜連チェリー（左＋中あるいは3つのリールの
停止ライン上にチェリーが2個以上並ぶ）＜特殊10枚役（7・ベル・ベル並び）の順に確率が高い。ボーナス当選時には演出用のリプレイ確率アップが行われる。通常時の主役の哲也以外の主な演出登場人物はダンチ、印南、房州、ドテ子、BARステージでママのまゆみ。
設定変更などが行われリセットされた場合、前日終了時の状態が内部的に継続しているが、蓄積しているナビポイントは0になる。

## ボーナス
ボーナスは同色7揃いのビッグボーナス（純増最大247枚）と緑7緑7赤7あるいは白7白7赤7のレギュラーボーナス（純増最大116枚）の2種類。どのボーナス終了後も後述するチャンスゾーンが付属する。
ビッグボーナス時には後述する天運チャンス時に成立した単チェリーの色を告知するナビのポイントの抽選を行っていて、リール上に同色の7を揃えることが出来たら最低1回のナビを獲得できる。その演出方法の違いで次の3種類の演出を選択できる。告知される時は哲也がカットインする。その際の背景の色が7揃いの信頼度（赤＞緑＞青）を示している。
ダンチボーナス　チャンス告知タイプ（告知された時に7揃いの確率が低い）
印南ボーナス　チャンス告知タイプ（告知された時に7揃いの確率が高い）
房州ボーナス　完全告知タイプで告知されれば必ず7が揃う（大都の吉宗の「爺ビッグ」をモチーフにしていると思われる）
ボーナス終了時に表示される役がナビポイント数を示唆している。ナビポイントは13ポイントで1回分のナビとなり終了時に表示される役はナビポイント数を示唆している。（満貫0〜5、跳満6〜7、倍満8〜10、三倍満11〜12、役満13〜25、W役満26〜38、T役満39P以上）。ただし、12以下でもナビ回数がある場合がある。

## 天運チャンス
ボーナス終了後に必ず入る。リプレイ確率が上がり，1ゲームあたり0.6枚の増加が見込めるゾーン。この間に3種類の単チェリー（左リールのみに停止）が成立した場合、それをはずした時に30G継続の玄人タイムに入ることが出来る。また、連チェリーが停止した時は100G、特殊10枚役が停止した場合は1000G継続の玄人タイムに入る。単チェリーが停止した場合は終了する。
哲也カットイン時のオーラは通常白だが、レインボーの場合はスイカハズレでボーナス確定。
単チェリーやハズレなどの成立時には画面にリサが現れ「危険よ」と言うが、ナビポイントがあった場合はその時に成立した単チェリーの色が麻雀パイのフチの色で告知されるため、目押しのミスがなければ玄人タイムに入ることが確定する（告知されずに玄人タイムに入った場合はその時点でのポイントなしが確定）。また、このカットイン＋麻雀パイ表示は連チェリー及び特殊10枚役成立時にも起こる可能性がある（麻雀パイ表示時にチェリー停止で連チェリー＝玄人タイム100G確定、また中段チェリー停止なら特殊10枚役＝玄人タイム1000G確定）。
天運チャンス終了後500Gで内部的に天運チャンスに突入する（これがこの機種の天井となる）。この時にも条件を満たせば玄人タイムに突入する。

## 玄人タイム
天運チャンス時に単チェリー入賞を回避したら突入する。成立した単チェリーがナビされ入賞しても終了しない。1Gあたり0.8枚の増加が見込める。玄人タイム中は小役を引いた時にナビ回数の抽選が行われている。特に特殊10枚役を引いた時にはナビ回数1回以上が加算される。また、この間にボーナスが成立した場合は1回加算される。終了後は天運チャンスに突入する。